# Praetorians
Praetorians är ett spel som konstruerats av Eidos Interactive och Pyro Studios med utgivningsåret 2003.

## Beskrivning
Det är ett strategispel där man styr över några trupper romerska soldater och kämpar för Caesars och Roms ära. Man får spela på många olika ställen i den då kända världen som t.ex. Germanien, Brittanien, Egypten, och på många andra ställen där romarna var under sin tid.
Det finns 24 olika uppdrag.
Det finns även 3 olika civilisationer: Barbarer (Germaner), Romare och Egyptier.
Man kan spela på både LAN och över internet (men eftersom spelet är så pass gammalt och inte så stort är det nog inte så värst lönt att leta efter internet-servrar).